# Ludowa Polityczna Konferencja Konsultatywna Chin
Ludowa Polityczna Konferencja Konsultatywna Chin (chiń. upr. 中国人民政治协商会议; chiń. trad. 中國人民政治協商會議; pinyin Zhōngguó Rénmín Zhèngzhì Xiéshāng Huìyì) – specyficzny organ polityczny Chińskiej Republiki Ludowej. Formalnie nie jest konstytucyjnym organem władzy, jednak jako instytucja doradcza pełni istotną rolę w systemie politycznym państwa.
Ludowa Polityczna Konferencja Konsultatywna Chin została utworzona we wrześniu 1949 i po proklamacji ChRL odgrywała rolę parlamentu, natomiast jej Wspólny Program odgrywał rolę tymczasowej konstytucji. Po utworzeniu Ogólnochińskiego Zgromadzenia Przedstawicieli Ludowych w 1954 LPKKCh stała się ciałem doradczym.
Ludowa Polityczna Konferencja Konsultatywna Chin odgrywa rolę „frontu jedności narodowej”. W jej skład wchodzą przedstawiciele Komunistycznej Partii Chin, 8 partii demokratycznych, działacze bezpartyjni oraz pozarządowych organizacji społecznych, kulturalnych i mniejszości etnicznych.
Rola Ludowej Politycznej Konferencji Konsultatywnej Chin w chińskim systemie politycznym polega na doradzaniu organom państwa oraz opiniowaniu i krytyce ich poczynań, czuwaniu nad przestrzeganiem prawa i polityki państwa, propagowaniu nowych idei, a także współpracy ze środowiskami intelektualistów oraz mniejszości etnicznych i wyznaniowych. LPKKCh nie posiada natomiast kompetencji prawotwórczych i decyzyjnych.
LPKKCh składa się z Komitetu Krajowego i podporządkowanych mu komitetów lokalnych. Kadencja Komitetu Krajowego trwa 5 lat, a jego członkowie (średnio około 2200) wybierani są przez członków KK poprzedniej kadencji. Komitet Krajowy zbiera się co roku na sesji zwyczajnej, przypadającej zazwyczaj równolegle z sesją OZPL. W ramach KK działa Stały Komitet oraz komisje.

## Przewodniczący LPKKCh
- Mao Zedong 1949–1954
- Zhou Enlai 1954–1976
- wakat 1976–1978
- Deng Xiaoping 1978–1983
- Deng Yingchao 1983–1988
- Li Xiannian 1988–1993
- Li Ruihuan 1993–2003
- Jia Qinglin 2003–2013
- Yu Zhengsheng 2013–2018
- Wang Yang 2018–2023
- Wang Huning od 2023